# Jean-Claude Rudaz
Jean-Claude Rudaz (1942. július 23.) svájci autóversenyző.

## Pályafutása
1964-ben részt vett a Formula–1-es világbajnokság olasz versenyén. A kvalifikáción elromlott autójának motorja, így nem rajtolhatott el a futamon. Ebben az évben több, a világbajnokság keretein kívül rendezett Formula–1-es viadalon is részt vett.
1964-ben a francia Pierre Monneret társaként rajthoz állt a Le Mans-i 24 órás versenyen is. Kettősük hatvankét kör megtétele után kiesett a futamon.

## Eredményei

### Teljes Formula–1-es eredménylistája
(Táblázat értelmezése)

(Félkövér: pole-pozícióból indult; dőlt: leggyorsabb kört futott) 

| Év   | Csapat       | Modell     | Motor     | 1   | 2   | 3   | 4   | 5   | 6   | 7   | 8      | 9   | 10  | Helyezés | Pont |
| ---- | ------------ | ---------- | --------- | --- | --- | --- | --- | --- | --- | --- | ------ | --- | --- | -------- | ---- |
| 1964 | Fabre Urbain | Cooper T60 | Climax V8 | MON | NED | BEL | FRA | GBR | GER | AUT | ITA Ni | USA | MEX | -        | 0    |

### Le Mans-i 24 órás autóverseny
| Év   | Csapat                          | Autó                 | Csapattárs      | Helyezés |
| ---- | ------------------------------- | -------------------- | --------------- | -------- |
| 1964 | Société Automobiles René Bonnet | René Bonnet Aérodjet | Pierre Monneret | Kiesett  |